# Angus Scrimm
Angus Scrimm (ur. jako Lawrence Rory Guy 19 sierpnia 1926, zm. 9 stycznia 2016) – amerykański aktor, autor i dziennikarz.

## Życiorys
Urodził się w Kansas City jako syn Alfreda Davida i Pearl Guy. Ukończył Uniwersytet Południowej Kalifornii, gdzie studiował aktorstwo. Początkowo był dziennikarzem, pisał i redagował dla TV Guide, Cinema Magazine, Los Angeles Herald Examiner i wielu innych publikacji. Pracował również dla Capitol Records, pisząc noty do wielu płyt LP i CD dla artystów, od Franka Sinatry po Beatlesów, a także Artura Rubinsteina i Itzhaka Perlmana. Scrimm zdobył nagrodę Grammy (jako Rory Guy, podobnie jak za jego wcześniejsze role filmowe) za noty do albumu Korngolda z 1974 roku – The Classic Erich Wolfgang Korngold.

## Kariera
Scrimm miał kilka pomniejszych ról drugoplanowych, zanim obsadzono go w roli Wielkoluda w niezależnym horrorze Dona Coscarelliego Mordercze kuleczki. Mierzył około 1,93 m (6 stóp i 4 cale). By wyglądać na jeszcze wyższego, ubierał o kilka rozmiarów za małe garnitury i buty na platformie. Rola Wielkoluda przyniosła mu stabilną karierę aktorską w horrorach, teatrze i telewizji. Grał agenta SD-6 w serialu Agentka o stu twarzach.

## Śmierć
Zmarł 9 stycznia 2016 w dzielnicy Tarzani w Los Angeles w Kalifornii.

## Filmografia
| Rok  | Tytuł                                                     | Rola                 | Uwagi                              |
| ---- | --------------------------------------------------------- | -------------------- | ---------------------------------- |
| 1973 | The Severed Arm                                           | Listonosz            | niewymieniony w napisach końcowych |
| 1973 | Sweet Kill                                                | Henry                | jako Rory Guy                      |
| 1973 | Scream Bloody Murder                                      | Doktor Epstein       | jako Rory Guy                      |
| 1976 | Jim the World's Greatest                                  | Ojciec Jima          | jako Rory Guy                      |
| 1977 | A Piece of the Action                                     | Zakonnik             | jako Lawrence Guy                  |
| 1979 | Mordercze kuleczki                                        | Wielkolud            | jako Angus Scrimm                  |
| 1980 | Witches' Brew                                             | Carl Groton          |                                    |
| 1984 | The Lost Empire                                           | Dr. Sin Do/Lee Chuck |                                    |
| 1986 | Roboty śmierci                                            | Dr. Carrington       | jako Lawrence Guy                  |
| 1988 | Mordercze kuleczki II                                     | Wielkolud            |                                    |
| 1989 | Transylvania Twist                                        | Stefan/Wielkolud     |                                    |
| 1990 | Subspecies                                                | Król Vladislas       |                                    |
| 1992 | Mindwarp                                                  | Jasnowidz            |                                    |
| 1993 | Deadfall                                                  | Dr. Lyme             |                                    |
| 1994 | Munchie Strikes Back                                      | Kronas               |                                    |
| 1994 | Mordercze kuleczki III: Władca umarłych                   | Wielkolud            |                                    |
| 1997 | Władca życzeń                                             | Narrator             |                                    |
| 1998 | Mordercze kuleczki IV: Zapomnienie                        | Wielkolud            |                                    |
| 2004 | The Off Season                                            | Ted                  |                                    |
| 2005 | Mistrzowie horroru (Incydent na górskiej trasie)          | Buddy                |                                    |
| 2006 | Automatons                                                | Naukowiec            |                                    |
| 2006 | Satanic                                                   | Dr. Barbary          |                                    |
| 2008 | I Sell the Dead                                           | Doctor Quint         |                                    |
| 2009 | Hollywood Horror                                          |                      |                                    |
| 2010 | Satan Hates You                                           | Dr. Michael Gabriel  |                                    |
| 2012 | John Dies at the End                                      | Ojciec Shellnut      |                                    |
| 2014 | Disciples                                                 | Winston              |                                    |
| 2015 | Always Watching: A Marble Hornets Story                   | Percy                | jako Angus Scrimm                  |
| 2015 | Tales From Beyond The Pale Podcast: The Tribunal of Minos | Theodore Dade        | aktor głosowy                      |
| 2016 | Mordercze kuleczki V: Spustoszyciel                       | Wielkolud            | wydane pośmiertnie                 |
| 2017 | Dances with Werewolves                                    | Neumann              | wydane pośmiertnie                 |